# Sbor stráže bezpečnosti

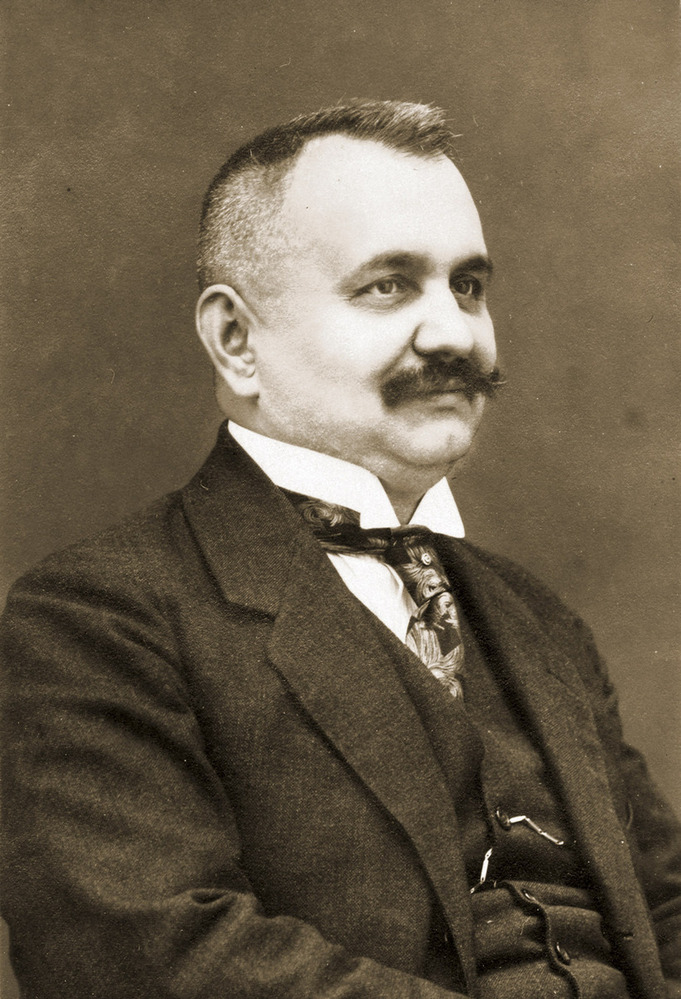
Vládní rada Josef Vaňásek (1. 11. 1877 – 8. 2. 1938), přednosta IV. bezpečnostního oddělení Policejního ředitelství v Praze 1930–1938

Sbor stráže bezpečnosti neboli státní policie se skládala ze sboru uniformovaného a neuniformovaného. Uniformovaný sbor byl ozbrojen, řízen po vojenském vzoru a vykonával pořádkovou službu. Příslušníci neuniformovaného sboru prováděli službu zpravodajskou, pátrací, daktyloskopickou apod.; vytvořili tak základ pozdější kriminální služby. Zjednodušeně lze říci, že působnost státní policie byla v obvodech větších statutárních měst, na venkově konalo bezpečnostní službu četnictvo a obecní policie.

Pojem „policie“ byl tehdy značně široký a zahrnoval v sobě mnohé obory veřejné správy. Proto se tento sbor označoval ve své době jako Sbor stráže bezpečnosti.

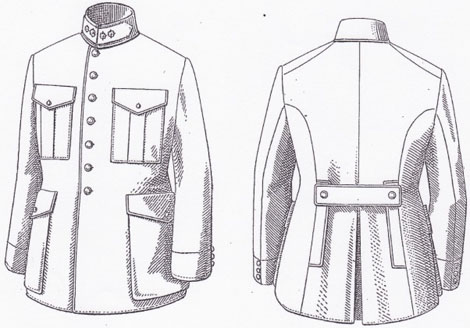
Blůza Stráže bezpečnosti

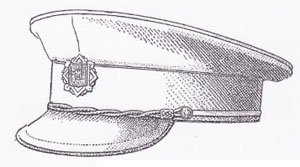
Čepice Stráže bezpečnosti

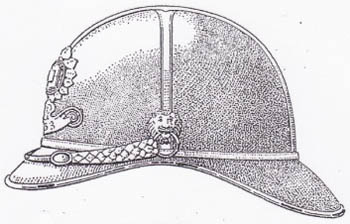
Přilba Stráže bezpečnosti

## Vznik sborů stráže bezpečnosti
Státní policie v Československu vznikla převzetím rakousko-uherských státních policejních úřádů. Těch ovšem v době vzniku Československé republiky neexistovalo mnoho. Drtivá většina policejních orgánů v českých zemích i na Slovensku a Podkarpatské Rusi byla součástí obecních policií v jednotlivých vesnicích a městech. Probíhal sice proces postátňování obecních policií, ale tento proces byl završen teprve se vznikem SNB, tedy až se zánikem Sboru stráže bezpečnosti.
Státní policie byla na území Československé republiky organizována a vnitřně konsolidována zejména v průběhu 20. let minulého století. Síť státních policejních úřadů byla postupně zhušťována - na konci třicátých let se nalézala ve všech politicky, průmyslově, obchodně nebo jinak bezpečnostně důležitých místech republiky. Státní policejní úřady vykonávaly funkce policie správní a úkoly policie kriminální.
Zákonem roku 1920 byla vláda zmocněna zřizovat státní policejní úřady (SPÚ) na území celé Československé republiky. Jejich služební obvod se mohl vztahovat zároveň i na několik samostatných obcí. Ke zřízení takového úřadu postačoval souhlas zastupitelstev obcí. Státní policejní úřad ovšem mohl být zřízen i proti vůli zastupitelstva obce, pokud bylo zjištěno hrubé zanedbávání péče o veřejnou bezpečnost. Obce byly povinny přispívat po dobu prvních pěti let ode dne zřízení SPÚ na jeho náklady. 

### Organizace bezpečnostní služby
Na základě zákona ze dne 13. července 1922, č. 230 Sb. z. a n., o sborech stráže bezpečnosti a zákona ze dne 25. ledna 1914, č. 15 ř. z., o služebním poměru státních úředníků a státního zřízenectva (služební pragmatiky) bylo vydáno prováděcí nařízení vlády republiky Československé ze dne 5. října 1922 č. 295 k provedení citovaného zákona. 
Uvedenými právním normami byly v podstatě zřízeny dva policejní sbory. Nutno ovšem podotknout, že označení  „policista“ se ve dvacátých letech minulého století vůbec neužívalo a zaveden byl pojem „strážník“. Oficiální názvy pro policejní sbory zněly Sbor uniformované stráže bezpečnosti (SUSB) a Sbor neuniformované stráže bezpečnosti (SNSB).
SUSB vykonával policejní službu správní a pořádkovou a byl postaven na uplatňování přímé velitelské pravomoci. SNSB plnil úkoly kriminální policie; ve své činnosti byl podřízen úřední moci představenské.
Sbory stráže bezpečnosti příslušely k těm státním policejním nebo politickým úřadům, u nichž byly zřízeny. Sbory, jejich velitelé nebo představení i všichni jejich členové byli služebně, pořádkově, disciplinárně a osobně podřízeni přednostovi úřadu.
Rozdělení sborů podle věcné působnosti a služební řád určovaly vnitřní předpisy. Týkaly se pravidel pro výkon služby, jak ve služebních úředních hodinách, tak i mimo ně. Určovaly zásady užívání služebního oděvu, zbraní, pomůcek potřebných pro výkon služby i  způsob, jak si tyto pomůcky opatřit. Současně byly stanoveny podmínky pro přijetí do služby u některého ze sborů, podmínky výcviku a vyškolení členů sborů, včetně zkušebního řádu. 
Členové sborů se dělili na úředníky a gážisty mimo hodnostní třídy. Pro úředníky platily obecné předpisy o státních úřednících, pro gážisty mimo hodnostní třídy pak obecné předpisy o státních zřízencích a podúřednících.
Úředníci sborů vykonávali zejména dozor, kontrolu, vedení služby a také pečovali o řádné vyškolení mužstva.
Podle systemizačních zásad v každém sboru připadalo na 100 gážistů mimo hodnostní třídy zpravidla 32 strážníků u SUSB nebo policejních agentů II. třídy u SNSB, 38 nadstrážníků u SUSB nebo policejních agentů u SNSB a 20 obvodních inspektorů II. třídy a 10 obvodních inspektorů I. třídy u obou uvedených sborů. 
Svobodní a bezdětní ovdovělí gážisté mimo služební třídy SUSB mohli být ubytováni v kasárnách.

Pro přijetí gážisty mimo služební třídy se vyžadovalo:
1. československé státní občanství,
2. věk nejméně 22 a nejvýše 35 roků,
3. zachovalost a čestný dosavadní život,
4. tělesné a duševní zdraví, jakož i tělesná a duševní způsobilost k službě a
5. úplná znalost jazyka státního, oficiálního, po případě znalost jiných řečí k výkonu služby potřebných.

### Úkoly a oprávnění stráže bezpečnosti
Mezi základní úkoly gážistů mimo hodnostní třídy sboru uniformované stráže bezpečnosti (SUSB) patřilo:
- konání hlídek a pochůzek,
- eskortování a hlídání vězňů,
- poskytování první pomoci zraněným,
- vykonávání služby telefonní a telegrafické,
- vykonávání dalších úkolů v zájmu bezpečnostní služby nařízených předpisy nebo příkazy nadřízených.

Obvodní inspektoři vykonávali kromě uvedených úkolů navíc službu velitelů strážnic a hlídek. Prováděli současně kontrolní činnost a dohled na výkon služby hlídek. Byli činní i v případech, kdy bylo potřeba určité důvěryhodnosti či služebních zkušeností.
Gážisté mimo hodnostní třídy sboru neuniformované stráže bezpečnosti (SNSB), zjednodušeně detektivové konali službu:
- zpravodajskou, během které pozorovali a hlásili všechny události, které byly významné z hlediska veřejného pořádku a bezpečnosti občanů,
- vyšetřovací,
- dohledovou, při které dohlíželi na osoby a podniky, které by mohly ohrožovat veřejný pořádek a bezpečnost,
- pátrací, spočívající v zabraňování protizákonnému jednání a vypátrání osob, které porušily zákony a předpisy,
- kancelářskou, při které vykonávali manipulační, telefonické, telegrafické, fotografické, daktyloskopické a litografické služby.

Členové obou sborů mohli v rámci svých služebních povinností a pravomocí uplatňovat tzv. „právo strážní“. To spočívalo v oprávnění požadovat od každého, aby uposlechl výzvy a nařízení s možností si později proti postupu strážníka stěžovat.
Služební hodiny byly stanoveny služebním řádem, ovšem všichni členové sborů byli povinni být i mimo tyto hodiny v pohotovosti pro případ služebního nasazení.
Gážisté mimo hodnostní třídy SUSB vykonávali službu zpravidla ve služebním oděvu - uniformě stanovené služebním předpisem, čímž veřejně deklarovali příslušnost ke sboru. Gážisté mimo hodnostní třídy SNSB konali službu v občanském oděvu. 
Zvláště dobré služební výkony byly uznány:
- u sboru uniformované stráže bezpečnosti veřejnou pochvalou v denním rozkaze, u sboru neuniformované stráže bezpečnosti ústní pochvalou,
- u obou sborů:
  - a. písemnou pochvalou v dekretu
  - b. odměnou peněžitou
  - c. mimořádným jmenováním

Jedno z nejdůležitějších oprávnění pro příslušníky obou sborů, a to právo použít zbraň, bylo zakotveno v § 4 zákona ze dne 13. července 1922, č. 230 Sb. z. a  n.: 
„Členové sborů stráže bezpečnosti mají, konajíce službu, zákonem ustanovená práva stráže civilní a vojenské, používají právní ochrany těchto stráží a smějí užíti zbraně, šetříce předepsané opatrnosti, jen v těchto případech:
1. v případě nutné obrany, aby odvrátili násilný útok, jenž na ně byl učiněn, nebo jímž se život jiné osoby ohrožuje;
2. nelze-li jinak překonati odpor, směřující k zmaření jejich služebního výkonu;
3. aby zamezili útěku nebezpečného zločince, jehož nemohou jiným způsobem zadržeti.“

### Úprava organizace v roce 1936
Vládním nařízením č. 51 ze dne 6. března 1936 byla nově upravena organizace policejní správy a služby. Státní policejní úřady byly i nadále povolány pečovat o veřejnou bezpečnost a klid, starat se o bezpečnost osob a majetku, udržovat veřejný pořádek a „bdíti nad veřejnou mravností“. Současně měly v evidenci obyvatelstvo a cizince a plnily úkoly, které jim byly uloženy platnými předpisy. V kompetenci vlády zůstalo zřizování a rušení státních policejních úřadů a stanovení jejich sídel a správních obvodů.
Přednostou státního policejního úřadu v Praze byl policejní prezident, přednosty ostatních státních policejních úřadů pak policejní ředitelé nebo policejní správci. Policejní prezident a policejní ředitelé byli podřízeni zemskému prezidentu a ministru vnitra, policejní správci okresnímu hejtmanovi, zemskému prezidentovi a ministru vnitra. Policejního prezidenta jmenoval do funkce prezident republiky, přednosty ostatních státních policejních úřadů ministr vnitra. Dočasné pověření vedením státního policejního úřadu bylo v kompetenci zemského prezidenta.
Státním policejním úřadům byl přidělen potřebný počet úředníků, zřízenců a pomocných zaměstnanců. Ministr vnitra mohl propůjčovat systemizovaná služební místa, pokud toto nebylo vyhrazeno vládě nebo prezidentovi republiky. Současně mohl ustanovovat čekatele a aspiranty. Úředníky státní policejní služby překládalo do jiného působiště či dávalo do výslužby ministerstvo vnitra. Ostatní zaměstnance (gážisty mimo hodnostní třídy) překládal do jiného působiště zemský úřad ve svém správním obvodu. O případném přeložení do jiného působiště mimo správní obvod rozhodovalo ministerstvo vnitra. 
Služební příjem zaměstnancům státní policejní služby vyměřoval a vyplácel zemský úřad. Týž úřad spravoval budovy a věcné vybavení těchto budov.
Důchod (odpočivné) a zaopatřovací platby zaměstnancům a pozůstalým po nich poukazoval zemský úřad po dohodě s příslušným finančním úřadem, který byl rovněž oprávněný a příslušný k vyplácení dávek. Zaměstnance státní policejní služby penzionoval zemský prezident.
Vláda mohla ustanovit, aby státní policejní úřad vykonával ve svém správním obvodu působnost přináležející obecní policii.
Uvedená právní úprava z roku 1936 oproti předchozí normě z roku 1922 již hovořila o policejních strážních sborech (dříve byl používán termín Sbor uniformované a neuniformované stráže bezpečnosti). Podstata oprávnění a povinností příslušníků policejního sboru zůstala v intencích úpravy z roku 1922. Ke změně ovšem došlo v oblasti ukládání pokut na místě. Zde mohly politické a státní policejní úřady a současně i obce v mezích své trestní pravomoci zmocnit orgány veřejné moci (policii), aby za správní přestupky osobám přistiženým při činu ukládaly peněžité pokuty, a tyto ihned na místě vybraly. Platilo zde ovšem pravidlo, že přestupce musel být ochoten pokutu zaplatit. Pokuty za přestupky byly vybírány v mezích zákonných sazeb, nesměly však překročit v jednotlivém případu částku 300 Kč. Pokuty na místě nesměly být vybírány u těch správních přestupků, které se stíhaly jen na návrh nebo soukromou žalobu. Pokutu na místě nebylo možno uložit ani tehdy, byla-li správním přestupkem způsobena škoda, o níž bylo možno rozhodnout společně s trestní věcí. Vlastní zmocnění muselo být pro jednotlivého zaměstnance vystaveno v listinné podobě a přestupci byl povinen je předložit, jestliže o to požádal. Nebyla-li osoba přistižená při činu ochotna pokutu zaplatit, zmocněný orgán pokutu nevyměřil a učinil oznámení příslušnému úřadu. Zmocněný orgán (policista) byl povinen přistiženou osobu přestupce o jejím právu odepřít zaplacení pokuty poučit, stejně jako o následcích tohoto odepření a o tom, že proti trestnímu příkazu není opravného prostředku. 
V případě, že byl přestupce ochoten pokutu zaplatit, ale nemohl tak na místě učinit, vydal policista trestní příkaz s uvedením údajů, kdy a kde má být pokuta zaplacena, a o následcích nezaplacení. Nebyla-li pokuta ve stanovené lhůtě zaplacena, pozbyl trestní příkaz platnosti a nastoupilo řádné trestní řízení.

### Policejní stejnokroj
Přesné datum zavedení jednotného policejního stejnokroje nebylo do současné doby zjištěno. Existuje strojopis s názvem „Předpisy o výstroji a výzbroji sboru uniformované stráže bezpečnosti v republice Československé“ koncipovaný jako předpis, nicméně nenese jakékoli informace o tom, kdy, kde a kým byl vydán. 
Počátkem 20. let dochází k prvním snahám o sjednocení stejnokrojů pro sbor uniformované stráže bezpečnosti (SUSB). Jako vzor pro nové stejnokroje měl patrně posloužit stejnokroj amerických policistů. 
Nový stejnokroj se skládal z tmavomodré čepice, po okolku opatřené stuhou z černého moire, ve spodní části obšitou 3 mm širokou šňůrkou, po stranách nad štítkem opatřenou dvěma knoflíky s iniciálami ČS na kterých byl přichycen podbradník, spleteny ze dvou šňůrek. Ve přední části byl upevněn stříbřený nebo zlacený odznak ČSR. Další součástkou byla přilba z černé ztužené plsti, ve přední části opatřena stříbřeným nebo zlaceným kovovým odznakem, v jehož středu byla na tmavě červeném podkladu umístěna písmena RČS. Ve spodní části odznaku bylo pro strážníky, nadstrážníky a obvodní inspektory II. třídy prořezáno služební číslo. Kolem přilby byl připevněn stříbřený nebo zlacený pásek, kovové růžice s tlačenými lvími hlavami s kovovým kroužkem, který spojoval ozdobný šupinovitý kovový podbradník. U úředníků a obvodních inspektorů byl povrch přilby opatřen kováním do kříže. Tyto přilby však byly zavedeny již v roce 1919 pro pražskou dopravní stráž. 
Blůza tmavomodré barvy se zapínáním na 6 knoflíků, byla opatřena čtyřmi vnějšími kapsami s patkami na knoflíky. V zadní části byla opatřena dvěma svislými patkami, které byly mezi sebou spojeny jednodílnou látkovou sponou (tzv. dragounem) připjatou dvěma knoflíky. Okraje blůzy, límce patek a spony byly lemovány výložkovou barvou. Veškeré knoflíky nesly iniciálu ČS.
Mezi další součástky stejnokroje patřil plášť, plášť do deště, dlouhé a jezdecké kalhoty (tzv. brechees) v černé barvě.
Všechny oděvní součástky byly opatřeny límcovými výložkami z červeného sukna. Výložky na límcích blůzy byly vystřiženy a v tomto místě opatřeny kovovým knoflíkem s iniciálami ČS. Hodnostní označení bylo umístěno na štítku na levém rukávu. Veškeré kovové doplňky a šňůrky byly pro strážníky a obvodní inspektory stříbřené a pro úředníky zlacené.
Vládním nařízením z roku 1931 byl pro sbory stráže bezpečnosti vydán nový stejnokrojový předpis. Původní střih i barva stejnokrojů zůstaly nezměněny.  Zásadní změnou však byl vzhled hodnostního označení a odznaků. Odznak na čepici a střed do přilbového odznaku nově obdržely střední státní znak, který byl výhradním atributem bezpečnostních sborů (četnictvo a Finanční stráž). Nové hodnostní značení na rukávovém štítu bylo zrušeno a byly zavedeny límcové výložky, na kterých se hodnost vyznačovala pomocí čtyřcípých rozet. Ty byly pro mužstvo stříbřité barvy, pro úředníky pak zlaté. K poslední stejnokrojové změně došlo v roce 1938. Barva stejnokrojových součástek zůstala opět beze změn, pouze ze zadní části blůzy byl odstraněn dragoun. Změněn však byl tvar distinkčních odznaků. Hodnost byla napříště vyznačena troj- nebo pěticípými rozetami Ty se ve zmenšené velikosti umisťovaly i na pokrývkách hlavy. Podstatnou změnou byla změna systému hodností. Policie dosud používala cca 31 hodnostních stupňů, které se zásadně lišily od systému, používaného četnictvem či armádou. Nově byl tento systém zrušen a nahrazen „vojenským“. Policie tedy začala používat vojenské hodnosti, shodné s četnictvem krom hodnosti podporučíka (tuto hodnost četnictvo nikdy nemělo). Dále byly zavedeny některé stejnokrojové doplňky jako čapka (lodička), zimní čepice (papácha) a vycházkový pás tmavomodré se středním státním znakem na sponě. V tomto období se v předpisech již nehovořilo o sborech uniformované stráže bezpečnosti, ale o uniformovaném policejním strážním sboru.

### Výzbroj policejních sborů
První ucelený předpis upravující tuto problematiku pochází z roku 1931. 
Mezi služební výzbroj patřil gumový obušek, šavle s třapcem a závěsnými řemeny, automatická pistole s pouzdrem, opasek, puška s bodákem, řemen k pušce, kovová helmice, lehký kulomet, sumky a signální píšťalka se šňůrkou.
Zavedení jiné výzbroje bylo vázáno na schválení Ministerstvem vnitra.
- Gumový obušek byl vyroben z elastické pryže, uvnitř se zatočenou plátěnou vložkou. Byl 40 cm. dlouhý, o průměru v horní části 32 mm v dolní části 27 mm. V horní části byl opatřen řemínkem pro navlečení na ruku. Obušek byl černě lakovaný. Pro srovnání uveďme, že četnictvo na rozdíl od SUSB dlouho nemělo zaveden obušek ve výzbroji, a i po jeho zavedení četníci obušky nosili pouze výjimečně (zejména při zakročovaní proti demonstracím).

- Šavle vzor 27
- Automatická pistole vzor 27
- Zbraň byla ráže 7,65 mm a nosila se v pouzdře, zavěšeném na pravé straně opasku. Pistoli používali i příslušníci neuniformované stráže – detektivové.
- Puška vzor 24 – opakovačka ráže 7,92 mm s pevným zásobovacím zařízením, umístěným ve střední části pažby. Plnila se 5 náboji. Délka zbraně 110 cm. Její nedílnou součásti byl bodák a řemen. Policisté ji za běžných okolností do služby nenosili, na rozdíl od četníků.
- Signální píšťalka se šňůrkou – vyrobena z bílého kovu a byla dvojtónová. Úředníci měli šňůrku k píšťalce zlatou, obvodní inspektoři stříbrnou a ostatní zaměstnanci (strážníci) červenou.

### Státní policejní úřady

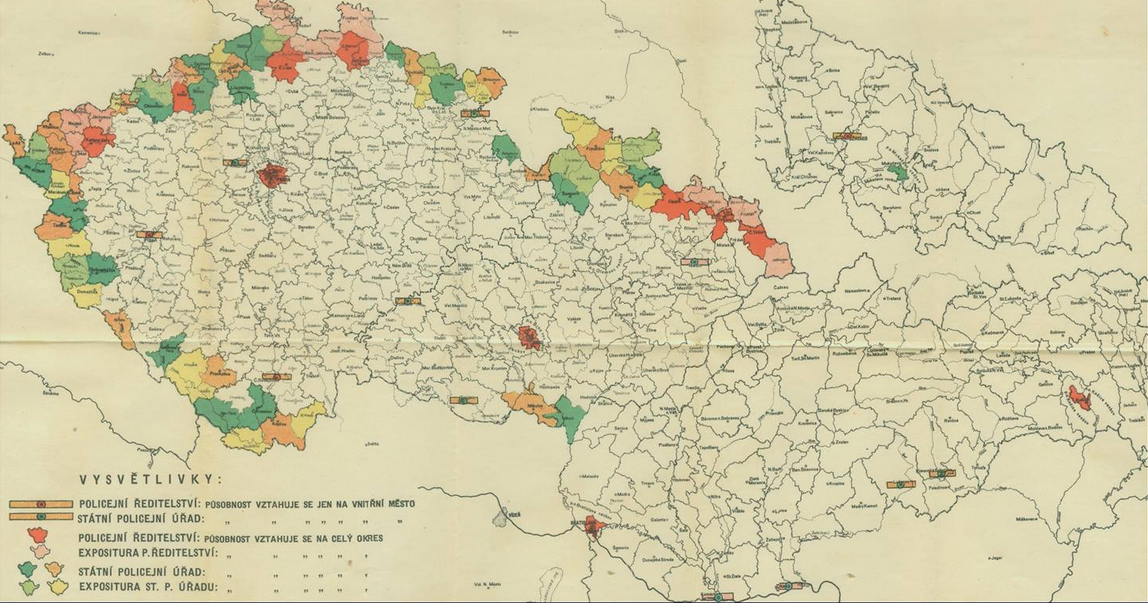
Mapa státních policejních úřadů

Síť státních policejních úřadů byla v historickém vývoji prvorepublikové společnosti postupně zhušťována. Státní policejní úřady se postupně nacházely prakticky ve všech politicky, průmyslově obchodně nebo bezpečnostně důležitých místech republiky. U všech těchto bezpečnostních úřadů se nacházela jak uniformovaná stráž, tak i civilní, v níž vykonávali detektivové službu kriminální a zpravodajskou. Na Slovensku a Podkarpatské Rusi se sídla státních policejních úřadů budovala do roku 1935, kde bylo jako poslední v těchto zemích zřízeno Policejní komisařství v Prešově. Oproti tomu vzniklo po roce 1935 v Čechách na Moravě a Slezsku dalších 117 sídel státních policejních úřadů nebo jejich expozitur. Z mapy, která pochází z Kapesního policejního praktika na rok 1938 (zpracována v roce 1937), je zřejmé, že státní policejní úřady byly především dislokovány v pohraničních oblastech, kde se již pomalu začínalo stupňovat politické napětí s německy hovořícím obyvatelstvem a ve vnitrozemských politicky a průmyslově významných městech.

## Kriminální policie

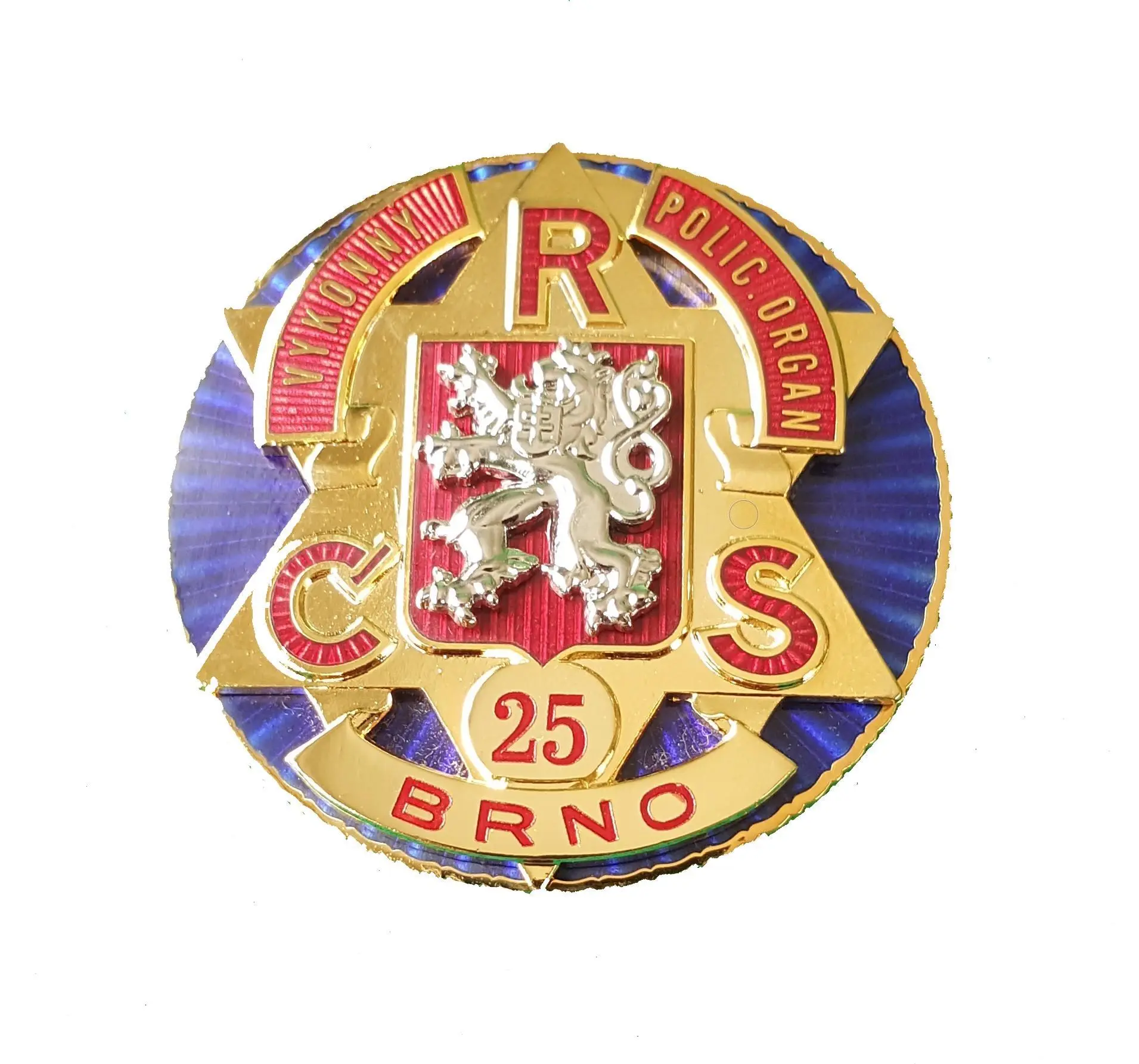
Odznak kriminální služby SSB

Kriminální služba byla u státních policejních úřadů soustředěna v bezpečnostních odděleních. Zde působil vedle nutného počtu právnicky nebo středoškolsky vzdělaných úředníků i odpovídající počet detektivů. Na venkově prováděly od roku 1928 pátrání v závažných případech četnické pátrací stanice, které řídilo Ústřední četnické pátrací oddělení se sídlem v Praze. Veškerý růst a pohyb kriminality byl na základě povinných zpráv a hlášení sledován Všeobecnou kriminální ústřednou v Praze. Tento úřad disponoval odpovídajícími laboratořemi (technickou, chemickou, daktyloskopickou), vedl antropometrické sbírky, kartotéky zločinců, ústřední album fotografií apod. Současně mu byl přidělen i potřebný počet soudních znalců, kteří podávali odborné (kriminálně-technické) posudky podřízenému kriminalistickému aparátu a trestním soudům. Úřad měl již v tehdejší době zřízenu ústřednu pro stíhání obchodu s narkotiky, ústřednu pro obchod s dětmi a ženami, ústřednu pro padělání platidel apod. Všeobecná kriminální ústředna byla ve styku s vědeckými kruhy univerzit, které rovněž podávaly příslušná dobrozdání ke konkrétním případům. Ústředna vydávala za účelem poskytování informací celému domácímu bezpečnostnímu aparátu i zahraničním úřadům dva listy - Ústřední policejní věstník a Policejní oznamovatel. S Všeobecnou kriminální ústřednou bylo v každodenním kontaktu i Ústřední četnické pátrací oddělení. 
V přeneseném významu plnili v období mezi léty 1918 – 1939 úkoly „kriminální policie“ úředníci a gážisté mimo hodnostní třídy neuniformované stráže bezpečnosti (NSB), jinými slovy – detektivové
Podle nařízení vlády republiky Československé ze dne 5. října 1922 bylo postavení jednotlivých kategorií následující:
Úředníkům statu A příslušely následující tituly:
1. revírní inspektor NSB II. třídy (XI. hodnostní třída)
2. revírní inspektor NSB I. třídy (X. hodnostní třída)
3. okresní inspektor NSB (IX. hodnostní třída)

Úředníci sborů stráže bezpečnosti státu A se přijímali ze stavu vojenských důstojníků z povolání nebo v záloze, pokud s úspěchem absolvovali některý středoškolský nebo jemu na roveň postavený ústav, podrobili se u sboru 6měsíční zkušební praxi a vykonali s úspěchem zkoušku u osobního úřadu dotyčného sboru.
Úředníkům statu B příslušely tyto tituly:
1. revírní inspektor NSB II. třídy (XI. hodnostní třída)
2. revírní inspektor NSB I. třídy (X. hodnostní třída)
3. okresní inspektor NSB I. třídy (IX. hodnostní třída)
4. vrchní inspektor NSB I. třídy (VIII. hodnostní třída)

Úředníci sborů stráže bezpečnosti statu B se přijímali ze stavu obvodních inspektorů, pokud měli vyšší předběžné vzdělání, než podávala obecná škola, jakož i výtečnou kvalifikaci, a pokud se u osobního úřadu s úspěchem podrobili zkoušce způsobilosti pro místo úředníka statu B.
Gážisté mimo hodnostní třídy sborů neuniformované stráže bezpečnosti (SNSB) se dělili na: 
1. policejní agenty II. třídy
2. policejní agenty I. třídy
3. obvodní inspektory II. třídy
4. obvodní inspektory I. třídy

Gážisté mimo hodnostní třídy SNSB konali službu v občanském oděvu. Svoji příslušnost ke sboru prokazovali služební legitimací s fotografií. Pro případ viditelného označení svojí příslušnosti používali odznak v národních barvách s malým státním znakem, který si připevňovali na oděv. Jednalo se o odznak „výkonného policejního orgánu“, který byl zároveň opatřen kmenovým číslem. Tyto odznaky se lišily způsobem zpracování i velikostí a neexistoval jednotný předpis, který by jejich vzhled a rozměry upravoval.

## Hodnostní označení SUSB

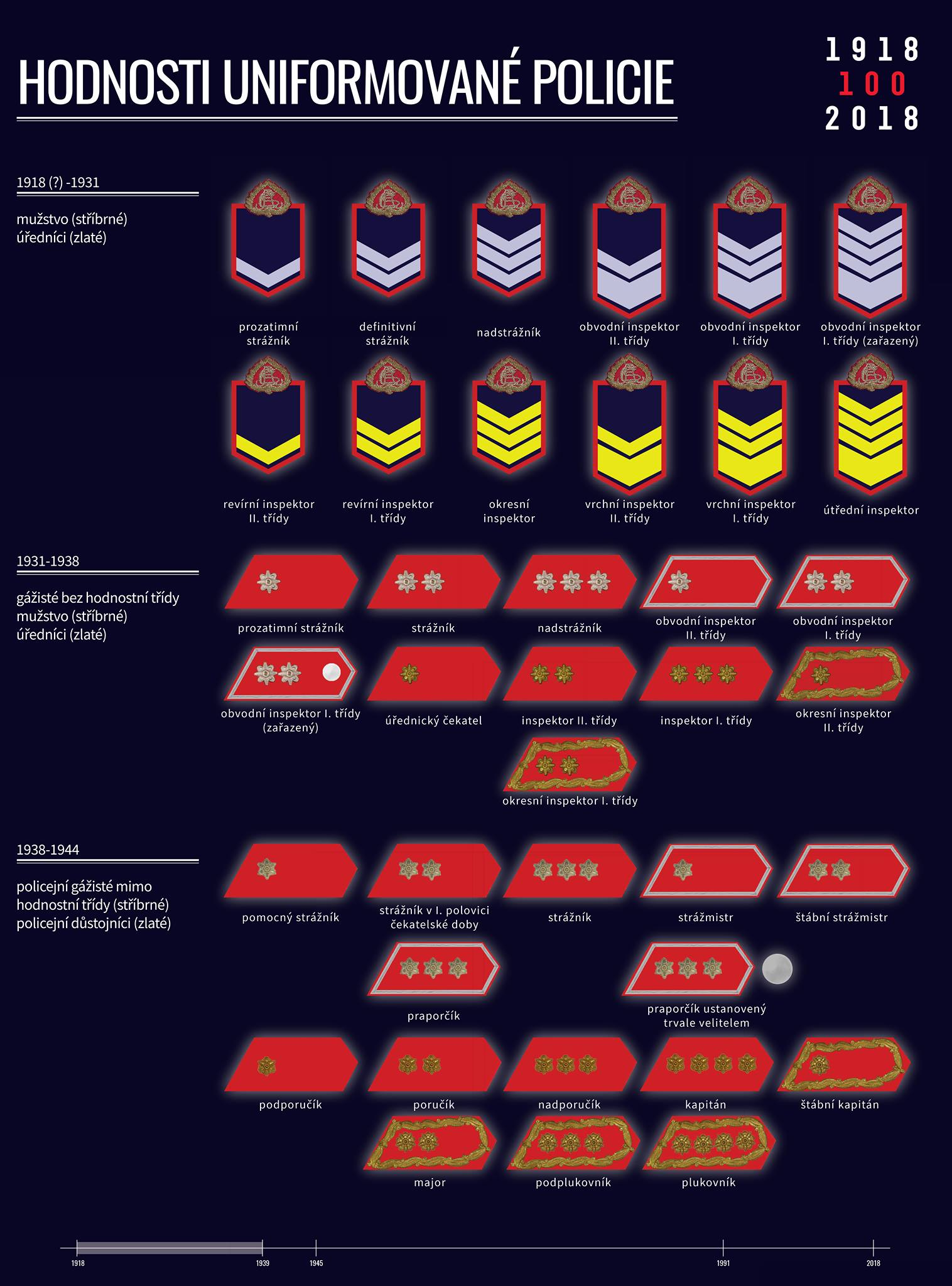
Hodnostní označení příslušníků Uniformované stráže bezpečnosti

### 1918 – 1931

###### Mužstvo – (stříbrné)
- Prozatímní strážník
- Definitivní strážník
- Nadstrážník
- Obvodní inspektor II. tř.
- Obvodní inspektor I. tř.
- obvodní inspektor I. tř. (zařazený)

###### Úředníci – (zlaté)
- Revírní inspektor II. tř.
- Revírní inspektor I. tř.
- Okresní inspektor
- Vrchní inspektor  II.tř.
- Vrchní inspektor I. tř.
- Úřední inspektor

### 1931 – 1938

###### Gážisté bez hodnostní třídy – mužstvo (stříbrné)
- Prozatímní strážník
- Strážník
- Nadstrážník
- Obvodní inspektor II. tř.
- Obvodní inspektor I. tř.
- Obvodní inspektor I. tř. (zařazený)

###### Úředníci – (zlaté)
- Úřednický čekatel, manipulant, koncipista
- inspektor II. tř.
- Inspektor I. tř.
- Vrchní (okresní) inspektor II. tř.
- Vrchní inspektor I. tř., velitel stráže bezpečnosti
- Vrchní policejní rada

###### Generalita

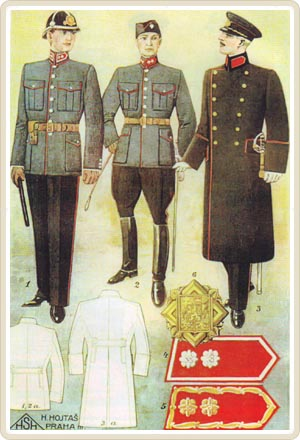
Dobová karta – stejnokroj Uniformované stráže bezpečnosti

- Vládní policejní rada
- Policejní prezident
- Zemský policejní prezident

### 1938 – 1939 – 1944

###### Policejní gážisté mimo hodnostní třídy – (stříbrné)
- Pomocný strážník
- Strážník v I. polovině čekatelské doby
- Strážník (v II. polovině čekatelské doby)
- Strážmistr
- Štábní strážmistr
- Praporčík
- Praporčík jež je trvale ustaven kontrolujícím velitelem policejní stanice, manipulantem, či administrátorem

###### Policejní důstojníci – (zlaté)
- (výkonný) Podporučík – Vrchní inspektor
- Poručík – komisař III. tř.
- Nadporučík – komisař II. tř.
- Kapitán – komisař I. tř.

###### Policejní vyšší důstojníci – (zlaté)
- Štábní kapitán – Vrchní komisař II. tř.
- Major – Vrchní komisař I. tř., velitel stráže bezpečnosti
- Podplukovník – Policejní rada

Uniforma strážníka; Sbor uniformované stráže bezpečnosti ČSR

- Uniforma strážníka; Sbor uniformované stráže bezpečnosti ČSRPlukovník – Vrchní policejní rada, policejní rada, vládní policejní rada

### Externí odkazy

Vznik sborů stráže bezpečnosti

Policejní stejnokroj